# Synodalpalast (Sens)

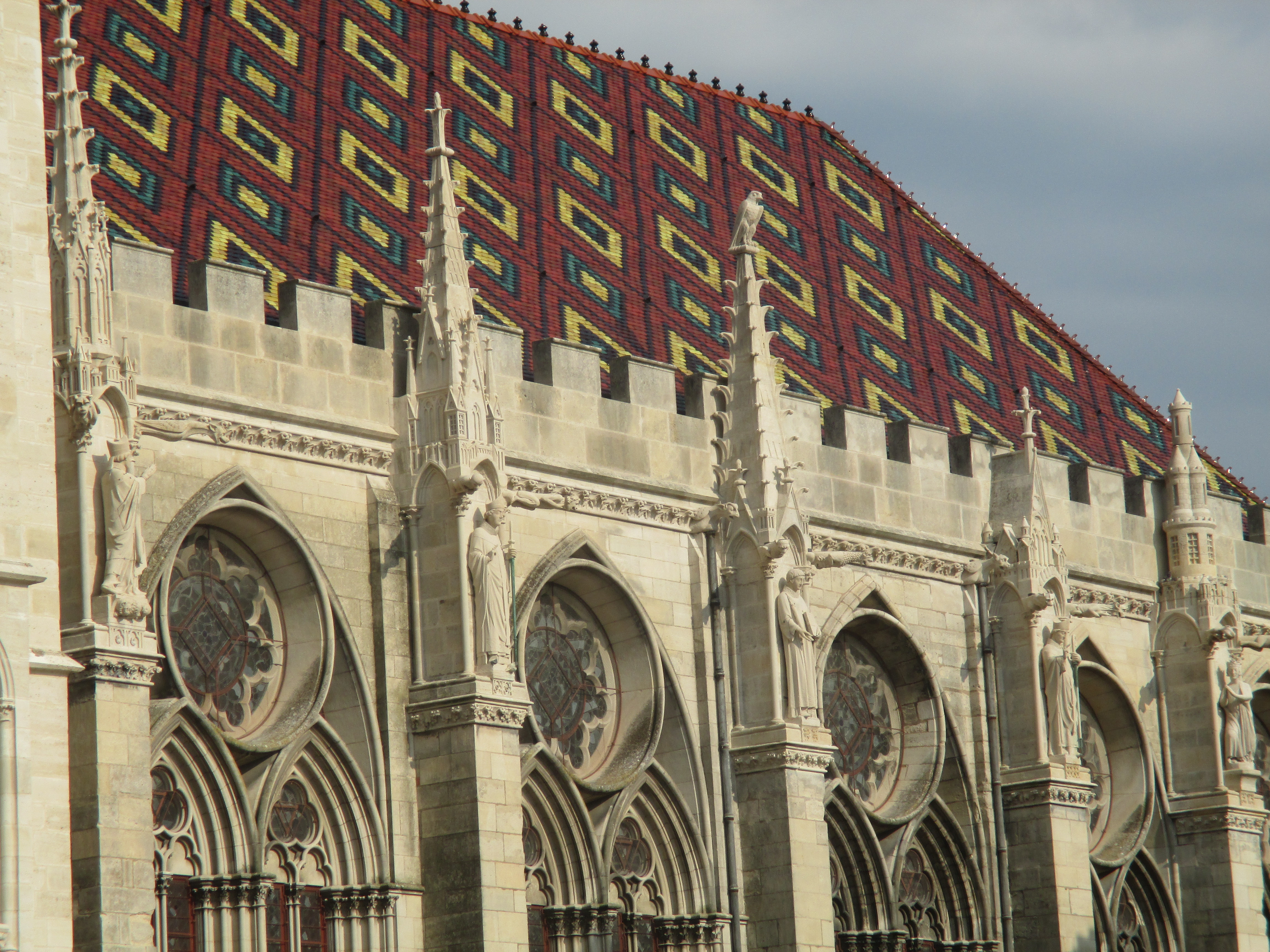
Synodalpalast in Sens

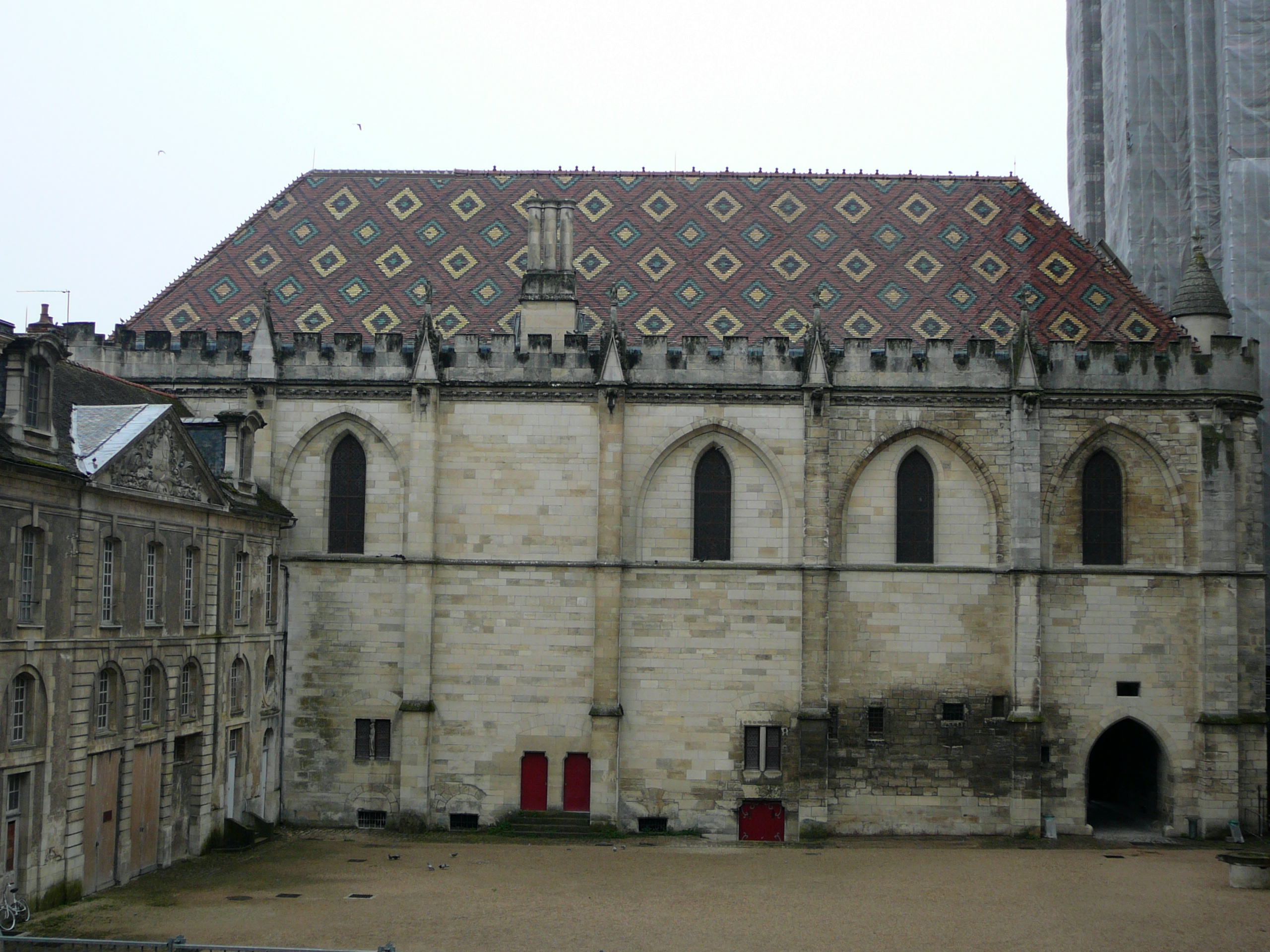
Rückseite

Der Synodalpalast (auch als Offizialat bezeichnet) in Sens, einer französischen Stadt im Département Yonne der historischen Region Burgund, wurde im 13. Jahrhundert errichtet. Das Gebäude direkt neben der Kathedrale von Sens ist seit 1862 als Monument historique klassifiziert.

## Geschichte
Der Hauptsaal, der für Synoden genutzt wurde, besitzt eine Grundfläche von 500 Quadratmetern und eine Raumhöhe von 12 Metern.
Im 19. Jahrhundert erfolgte die Restaurierung des Gebäudes unter Eugène Viollet-le-Duc.

## Heutige Nutzung
In den Sommermonaten finden Kunstausstellungen im großen Saal statt.